# 福岡県立築上北高等学校
福岡県立築上北高等学校（ふくおかけんりつちくじょうきたこうとうがっこう,　英語: Fukuoka Prefectural Chikujo Kita High School）は、かつて福岡県豊前市八屋に存在していた公立高等学校。
福岡県立築上中部高等学校、福岡県立築上東高等学校と統合の上、福岡県立青豊高等学校（2002年）が設置された。

## 沿革
- 1908年（明治41年） - 築上郡立築上農学校設立。
- 1924年（大正13年） - 県立移管に伴い校名を福岡県立築上農学校に変更。
- 1948年（昭和23年） - 学制改革により新制高等学校となる。それに伴い校名を福岡県立築上農業高等学校（初代）とする。
- 1949年（昭和24年） - 福岡県立築上北高等学校（初代）に校名変更。
- 1955年（昭和30年） - 福岡県立築上農業高等学校（2代目）に校名変更。
- 1991年（平成3年） - 福岡県立築上北高等学校（2代目）に校名変更。
- 2002年（平成14年）11月1日 - 福岡県立青豊高等学校設立。
- 2005年（平成17年） - 閉校。

## 跡地
- 2008年（平成20年）秋に校舎は解体された。[1]
- 2012年（平成24年）には複合商業施設「フレスポくぼてんタウン」がオープン。[2]

## アクセス
最寄りの鉄道駅
- JR九州 日豊本線 「宇島駅」から徒歩13分